# شهرستان گاکنکه
شهرستان گاکنکه (به لاتین: Gakenke District) یک منطقهٔ مسکونی در رواندا است که در استان شمالی (روآندا) واقع شده‌است. شهرستان گاکنکه ۷۰۴ کیلومتر مربع مساحت و ۳۳۸٬۲۳۴ نفر جمعیت دارد.